# عبد الرحمن سمير
عبد الرحمن سمير سيد من مواليد 26 مارس 1987 لاعب كرة قدم قطري من أصول مصرية يلعب في الوسط والدفاع لعب سابقاً في نادي مسيمير .